# Vendredi sur Mer
Pour les articles homonymes, voir Mignot.
Charline Mignot, également dite Vendredi sur Mer, est une chanteuse et photographe suisse, née le 20 avril 1995 à Genève.

## Biographie
Charline Mignot grandit en Suisse romande avant de faire une école d'art à Lyon. Elle commence sa carrière en tant que photographe, travaillant notamment avec Hermès. Puis elle décide de se lancer dans la chanson,, à la suite de sa rencontre avec Paul Andrieux, son manager. Elle adopte alors le pseudonyme de « Vendredi sur Mer », souhaitant allier une certaine poésie à la dimension du voyage : « Je voulais un nom qui invite au voyage, à la poésie, à la rêverie, explique-t-elle. Et puis, la mer reste le meilleur endroit à mes yeux pour puiser son inspiration (surtout par temps de pluie). »
Lewis OfMan compose ses musiques. En novembre 2017 paraît son premier EP Marée basse. En 2018, elle se produit au Paléo festival de Nyon, et en 2019 sort son album Premiers émois, et se produit le 30 mai à l'Imaginarium festival à Compiègne.
En avril 2020, elle apparaît sur un titre de Magenta, un projet des membres du collectif Fauve.
Le 18 mars 2022, elle sort son album Métamorphoses qui suit une direction artistique différente de son album précédent.
Pour l'écriture de cet album, elle s'est inspirée de sa ville natale Genève, en Suisse.
Elle se produit à Montréal en avril 2022.

## Discographie

### Albums studio
| Titre                                                              | Détails de l'album                           | Meilleure position | Meilleure position | Meilleure position | Meilleure position |
| Titre                                                              | Détails de l'album                           | SUI                | SUI Rom.           | BEL (WA)           | FRA                |
| ------------------------------------------------------------------ | -------------------------------------------- | ------------------ | ------------------ | ------------------ | ------------------ |
| Premiers Émois                                                     | Date de sortie : 2019 Label : Profil de Face | 42                 | 15                 | 167                | 58                 |
| « — » indique que le titre n'est pas sorti ou classé dans le pays. |                                              |                    |                    |                    |                    |

### Singles
| Titre                                                              | Année | Meilleure position | Album            |
| Titre                                                              | Année | BEL (WA)           | Album            |
| ------------------------------------------------------------------ | ----- | ------------------ | ---------------- |
| Mort/Fine                                                          | 2015  | —                  | non-album single |
| Écoute chérie                                                      | 2018  | 75                 | Premiers Émois   |
| Chewing-gum                                                        | 2019  | Tip                | Premiers Émois   |
| « — » indique que le titre n'est pas sorti ou classé dans le pays. |       |                    |                  |